# Elezioni presidenziali negli Stati Uniti d'America del 1908
Le elezioni presidenziali statunitensi del 1908 si svolsero il 3 novembre 1908. La sfida oppose il candidato repubblicano William Howard Taft e il democratico William Jennings Bryan. Taft fu eletto presidente.

## Risultati
| Candidati                   | Candidati                      | Partiti                      | Voti       | %     | Delegati |
| Presidente                  | Vicepresidente                 | Partiti                      | Voti       | %     | Delegati |
| --------------------------- | ------------------------------ | ---------------------------- | ---------- | ----- | -------- |
| William Howard Taft (OH)    | James Schoolcraft Sherman (NY) | Repubblicano                 | 7 678 395  | 51,57 | 321      |
| William Jennings Bryan (NE) | John Worth Kern (IN)           | Democratico                  | 6 408 984  | 43,04 | 162      |
| Eugene Victor Debs (IN)     | Benjamin Hanford (NY)          | Partito Socialista d'America | 420 852    | 2,83  | –        |
| Eugene Wilder Chafin (IL)   | Aaron Sherman Watkins (OH)     | Partito Proibizionista       | 254 087    | 1,71  | –        |
| Thomas Louis Hisgen (MA)    | John Temple Graves (GA)        | Independence Party           | 82 571     | 0,55  | –        |
| Thomas Edward Watson (GA)   | Samuel Williams (IN)           | Partito Populista            | 28 822     | 0,19  | –        |
| Altri candidati             | -                              | -                            | 15 550     | 0,10  | –        |
| Totale                      | Totale                         | Totale                       | 14 889 261 | 100   | 483      |